# Santo Gato

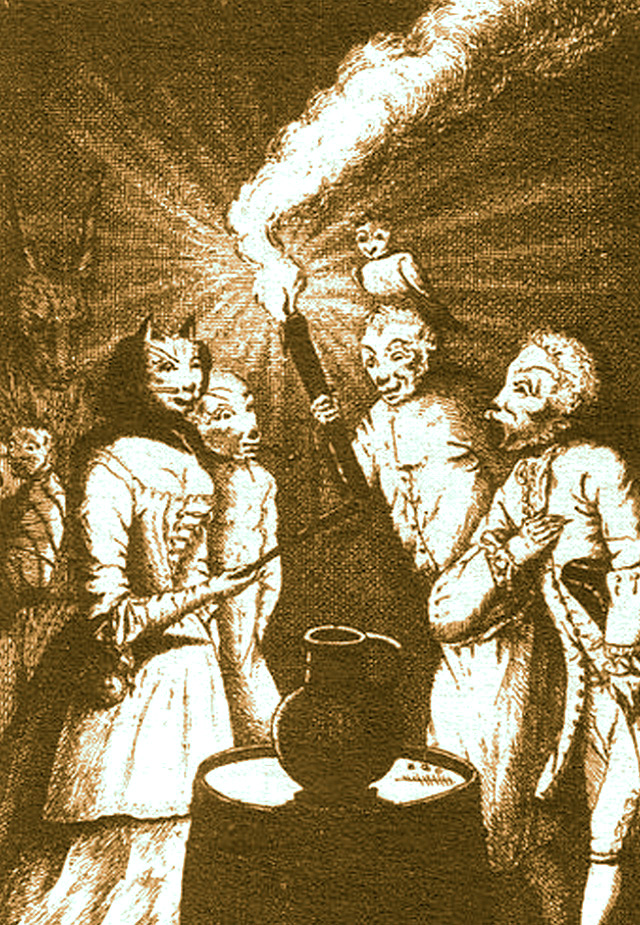
Sainte Agathe, devenue Santo Gato, jetant ses sorts et ses maléfices lors de la nuit du 4 au 5 février

Santo Gato (santa Gata en graphie occitane classique), littéralement « Sainte Chatte », est la désignation occitane d'Agathe de Catane. Ce glissement sémantique de Santa Agata, par aphérèse du a est le reliquat d'un folklore religieux très vivace au Moyen Âge ayant attribué à la martyre aux seins coupés des prétendus pouvoirs sur les éléments et les saisons. 

## Agathe héritière d'Isis
Pierre Chuvin, dans Chronique des derniers païens, relate comment Isis, protectrice de Catane, considérée comme la bonne déesse (Agathè Daimôn) fut, dès que le christianisme devint la religion dominante, métamorphosée en sainte Agathe. 
Pierre Sauzeau, qui professa à l'Université Paul Valéry – Montpellier III, 
explique comment Agathe, devint l'héritière d’Isis à Catane. La déesse, venue d'Égypte, y assumait les fonctions de protectrice de la navigation (Euploia, Ploiaphèsa). Elle était fêtée au cours d'une procession carnavalesque qui perdura jusqu'au VIe siècle, et au cours de laquelle on lui offrait du lait dans des seaux en forme de sein. Quand Agathe la détrôna, ce furent désormais ses seins mutilés qui furent mis à l'honneur. 

## De sainte Agathe à Santo Gato

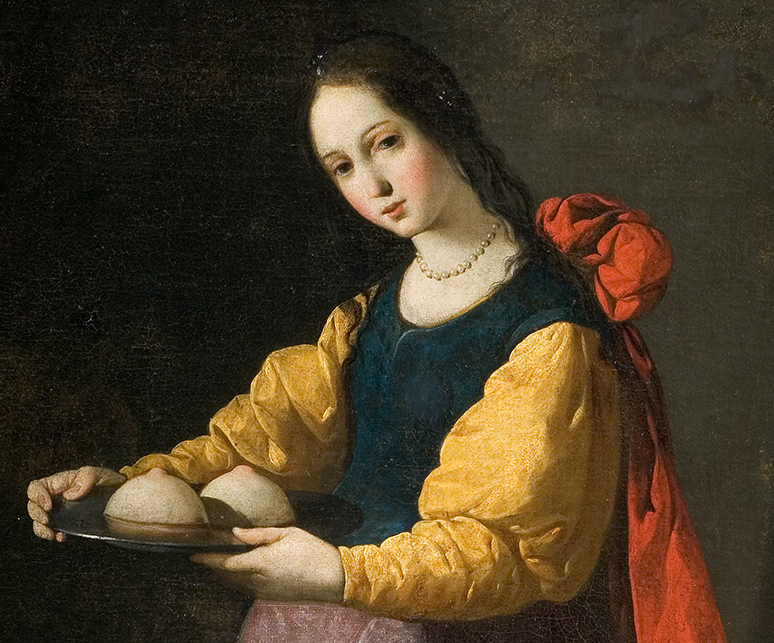
Agathe de Catane présentant ses seins sur un plateau

Son culte s'est étendu de la Provence au Languedoc voisin, on le retrouve dans les Pyrénées, notamment en Ariège et à Saint-Chaptes, pour la villa santa Agatha attestée dès 1121. Il remonte, selon la toponymie,le long de l'axe Rhône/Saône, avec Sainte-Agathe, dans le Puy-de-Dôme et deux paroisses de la Loire, Sainte-Agathe-en-Donzy et Sainte-Agathe-la-Bouteresse (1080). 
Fêtée, le 5 février, date présumée de son martyre à Catane, elle était invoquée contre les feux du ciel et les fléaux du temps. Dans chaque église, la cloche de Santo Gato sonnait toute la nuit, la veille de sa fête, afin de chasser les démons responsables de ces méfaits. Pour rendre son carillon plus efficace, la cloche était toujours gravée, par « magie sympathique » de formules incompréhensibles. L'abbé Louis Boiteux en a relevé une restée intacte « Mentem sanctam spontaneam honorem Deo et patriæ liberationem ».

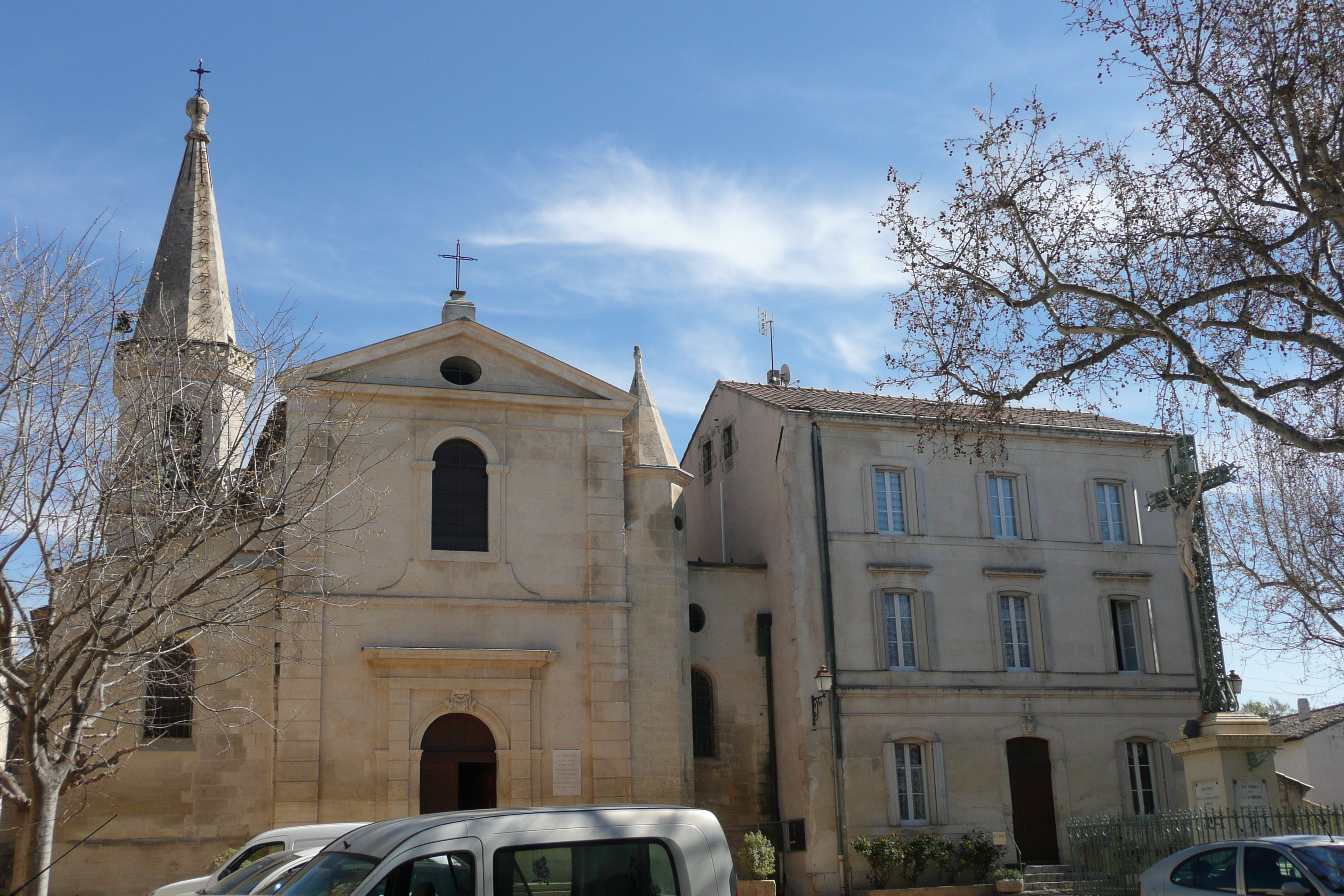
Église Sainte-Agathe à Maillane

Le culte de Santo Gato prit une autre dimension, à la fin du XIIIe siècle, quand Guillaume des Porcellets, seigneur de Maillane et seul rescapé provençal des vêpres siciliennes, revint, en 1282, rapportant une ymage de la vierge de Catane à laquelle il vouait un culte. Claude-François Achard, historien du XVIIIe siècle, indiquait : « On pardonna à un seul homme, Provençal de naissance, appelé Guillaume des Porcellets, qui, dans le gouvernement d'une place où il commandait, s'était toujours distingué par son équité, sa modération, par sa douceur et par sa piété, et qui fut en cette occasion redevable de la vie à la seule impression extraordinaire que sa vertu avait faite sur l'esprit des Peuples ». 
Un dicton ariégeois indique : « Pèr Santo Gato, semeno la pourato, tire l'aigo del prat, que l'hiber es passat ». Fernand Benoit indique que la date du 5 février, dans cette partie des Pyrénées, était marqué par des rites de sorcellerie pour accélérer le passage de l'hiver au printemps. 
Par association avec les rituels supposés de sorcellerie, où les sorcières provoquaient orages et tempêtes en faisant tourbillonner l’eau d’un étang ou même d’un récipient quelconque, il était interdit de faire la lessive le jour de la fête de sainte Agathe. Cette superstition était largement répandue dans les Pyrénées et en Gascogne.

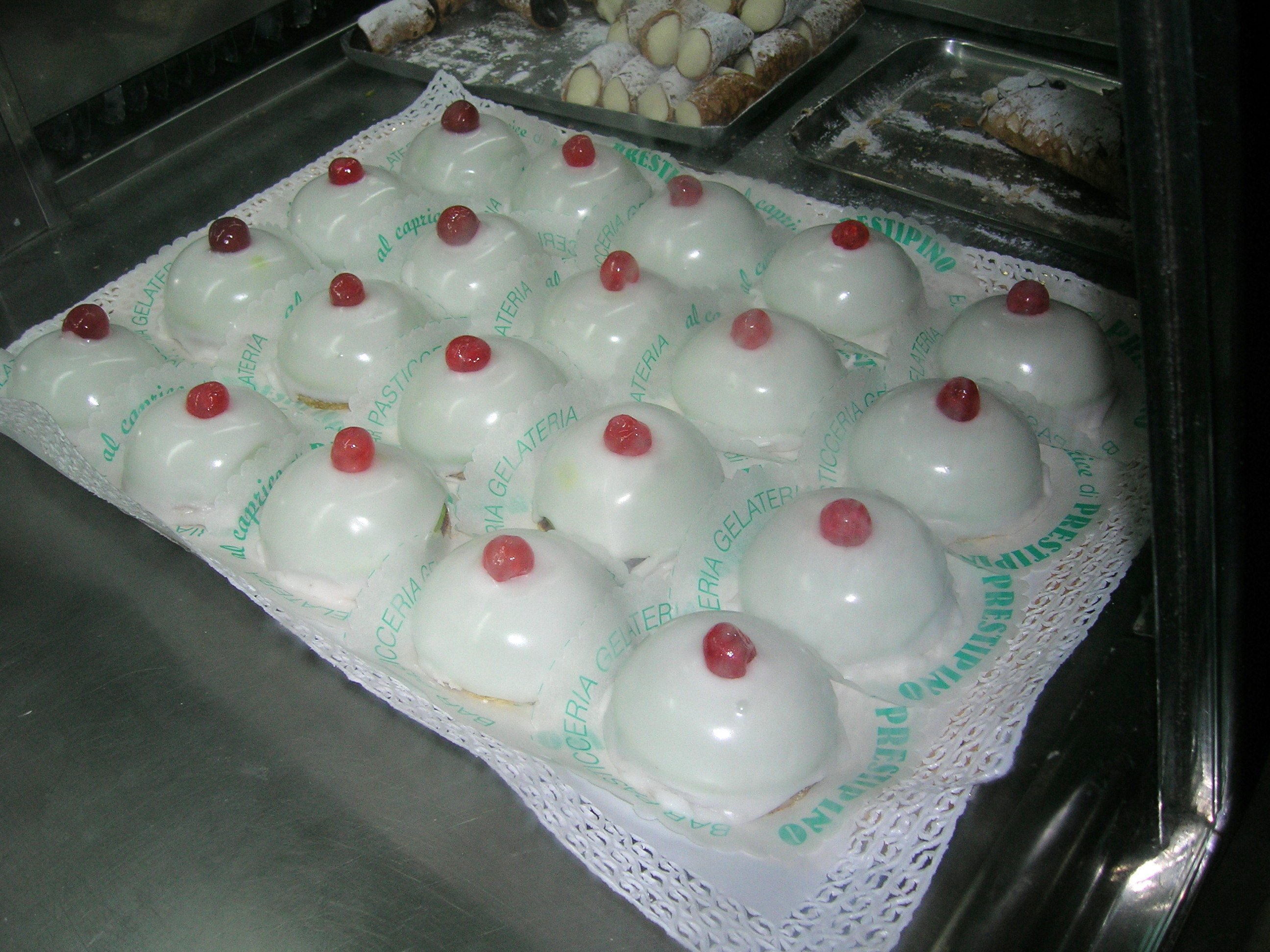
Minni di Sant'Aita de Catane
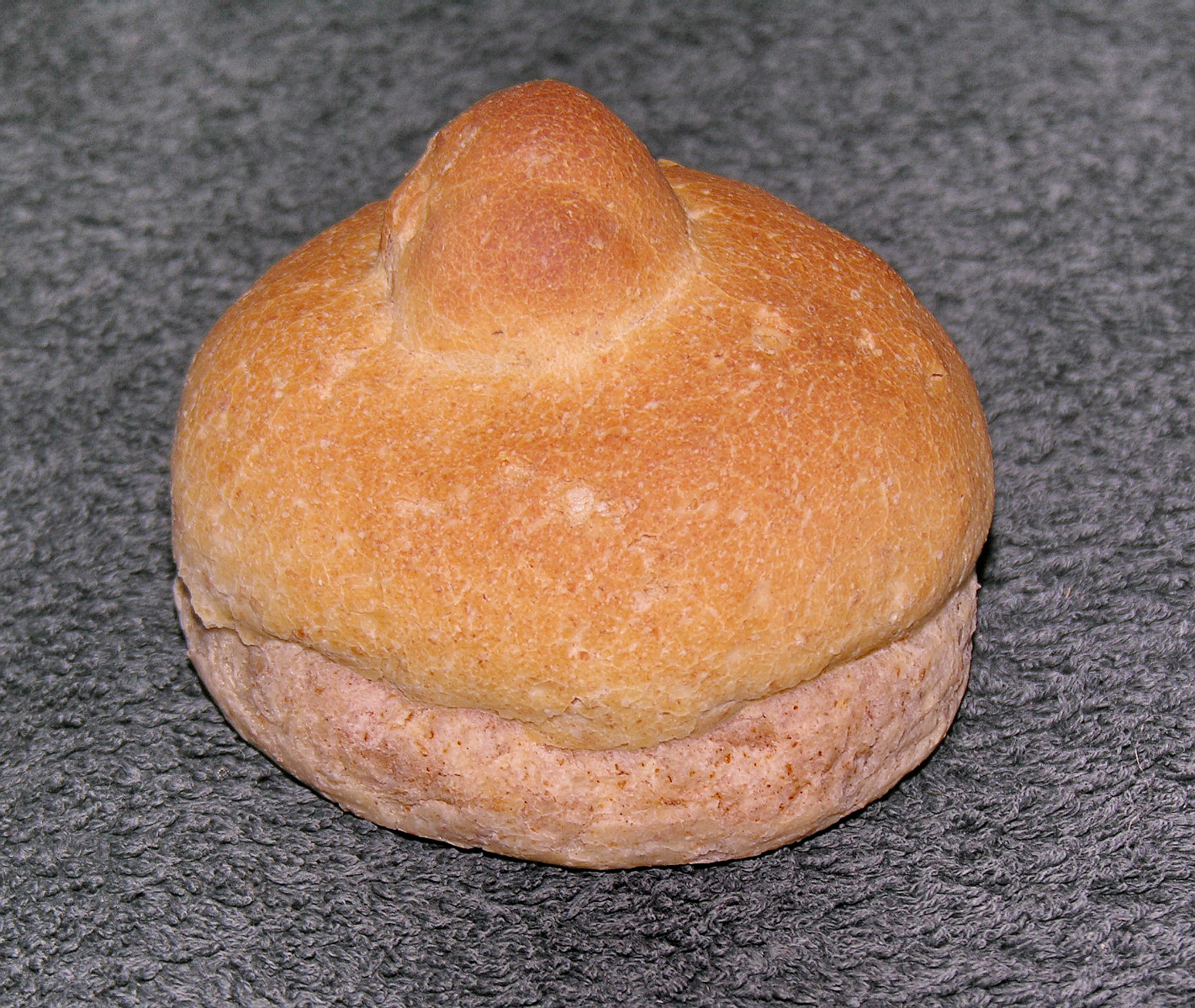
Pain de sainte Agathe de Mons
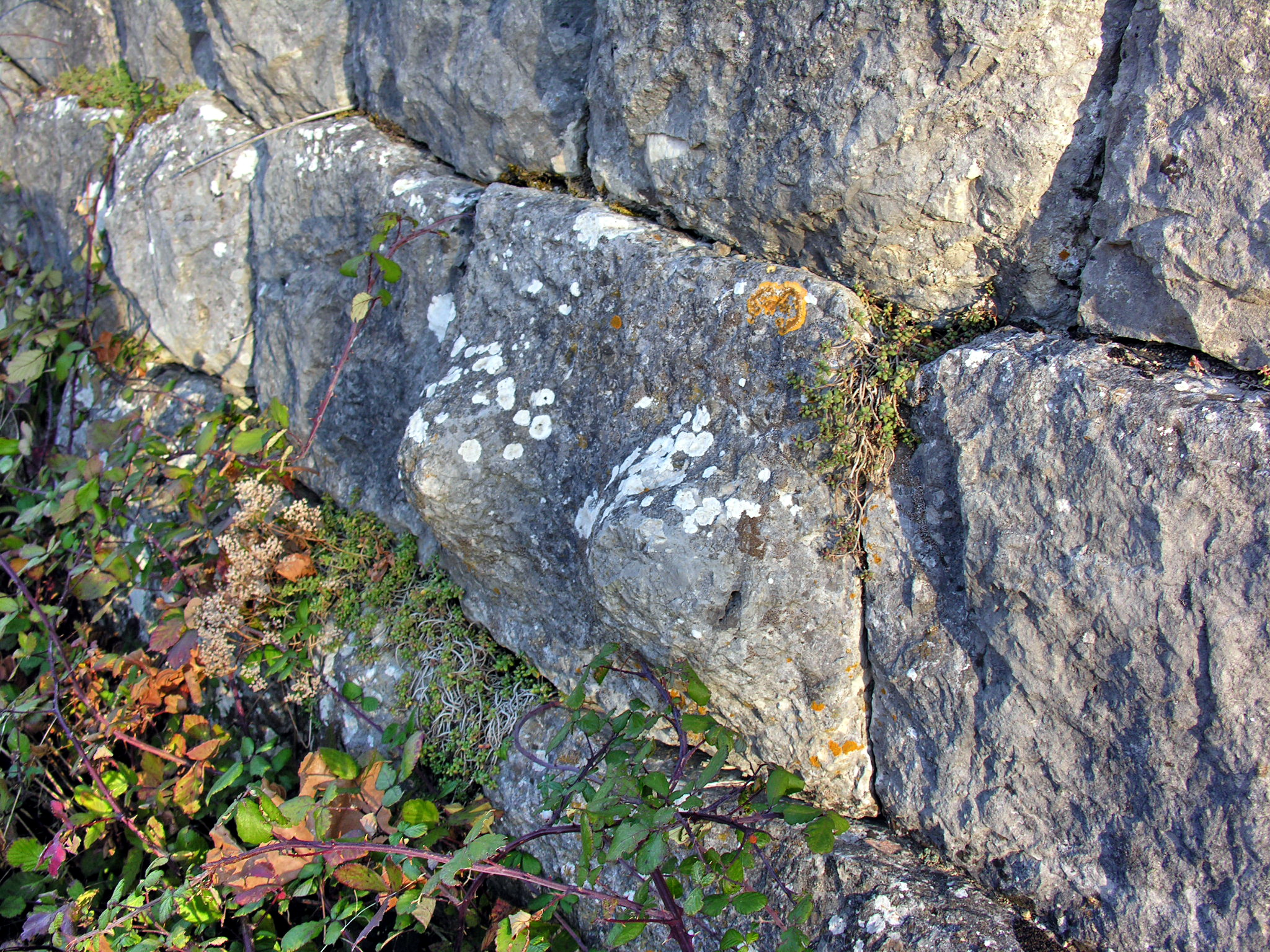
Figuration sculptée des seins de sainte Agathe dans les remparts de Mons

## Les pains de sainte Agathe
Les pains de Sainte-Agathe étaient cuits au four, le 4 février, pour être bénis le lendemain au cours de la messe. Ils sont proches, par leur forme, des cassateddi di Sant'Aita ou minni di Sant'Aita, gâteaux réalisés à  Catane pour la fête de la sainte. Cette tradition des pains de la sainte est toujours vivace à Mons dans le Var où un bas-relief de ses seins figure même à la base du rempart du village. 
Cette bénédiction des pains provenait de la tradition erronée qu'Agathe de Catane, dans ses représentations, portait sur un plateau des miches de pain. Pour préserver l'efficacité de son intercession, il était interdit aux ménagères de faire des miches le jour de sa fête. Car la sainte était censée, tous les 5 février, apparaître sous la forme d'un chat pour venir punir les femmes qui lui avaient déplu en travaillant en ce jour. Solennellement bénis, après la consécration, ces petits pains devenaient ainsi les pains de Sainte-Agathe, réputés particulièrement efficaces pour préserver gens et biens contre l'incendie et la foudre.